# Carlos Bilardo
Carlos Salvador Bilardo (n. 16 martie 1939, în Buenos Aires) este un fost antrenor și jucător argentinian de fotbal, care în prezent ocupă poziția de manager general la echipa națională de fotbal a Argentinei.
Bilardo este cunoscut pentru activitatea sa de la Estudiantes de La Plata din anii '60, dar și ca antrenorul care a câștigat Campionatul Mondial de Fotbal 1986 cu Argentina.
Bilardo este cunoscut de fani și presă drept is el narigón (română Năsosul).

## Titluri

### Jucător
San Lorenzo
- Primera División (1):1959

Estudiantes
- Metropolitano (1): 1967
- Copa Libertadores (3): 1968, 1969, 1970
- Cupa Intercontinentală (1): 1968
- Copa Interamericana (1): 1968

Argentina
- Medalia de Aur la Jocurile Panamericane: 1959

### Antrenor
Estudiantes
- Metropolitano (1): 1982

Argentina
- Campionatul Mondial de Fotbal (1): 1986
- Campionatul Mondial de Fotbal - Finalist (1): 1990

### Individual
- Antrenorul sud-american al anului (2): 1986, 1987
- Premiul Konex Award (1): 1990

## Legături externe
- Site oficial Arhivat în 5 august 2002, la Wayback Machine.